# Клеопа (Томопулос)
Митрополит Клеопа (греч. Μητροπολίτης Κλεόπας, в миру Клеопас Томопулос греч. Κλεόπας Θωμόπουλος; род. 1913, Атталия, Османская империя — 6 сентября 1999, Греция) — епископ Элладской православной церкви, митрополит Фессалиотидский и Фанариоферсальский (1974—1999).

## Биография
Родился в 1913 году в городе Атталия, в Османской империи.
В 1937 году был рукоположен в сан диакона, а 1945 году — в сан пресвитера. Служил священником в Аттикийской и Мегарийской, а также Димитриадской митрополиях.
В 1950 году окончил богословский институт Афинского университета. В 1951 году стал иерокириксом (проповедником) в Мессинийской митрополии, а с 1951 по 1958 год — протосинкеллом в Трикальской и Стагонской митрополии.
15 июля 1974 года был хиротонисан во епископа и возведён в достоинство митрополита Фессалиотидского и Фанариоферсальского.
Скончался 6 сентября 1999 года.